# Перовка (Томський район)
Перо́вка (рос. Перовка) — присілок у складі Томського району Томської області, Росія. Входить до складу Турунтаєвського сільського поселення.

## Населення
Населення — 137 осіб (2010; 244 у 2002).
Національний склад (станом на 2002 рік):
- росіяни — 62 %
- чуваші — 37 %